# Franz Xaver Christoph
Franz Xaver Christoph (getauft am 1. Dezember 1733 in Wien; † 18. April 1793 in Windmühle, heute zu Wien) war ein österreichischer Orgelbauer. Er gilt als letzter der bedeutenderen Wiener Orgelbauer des 18. Jahrhunderts.

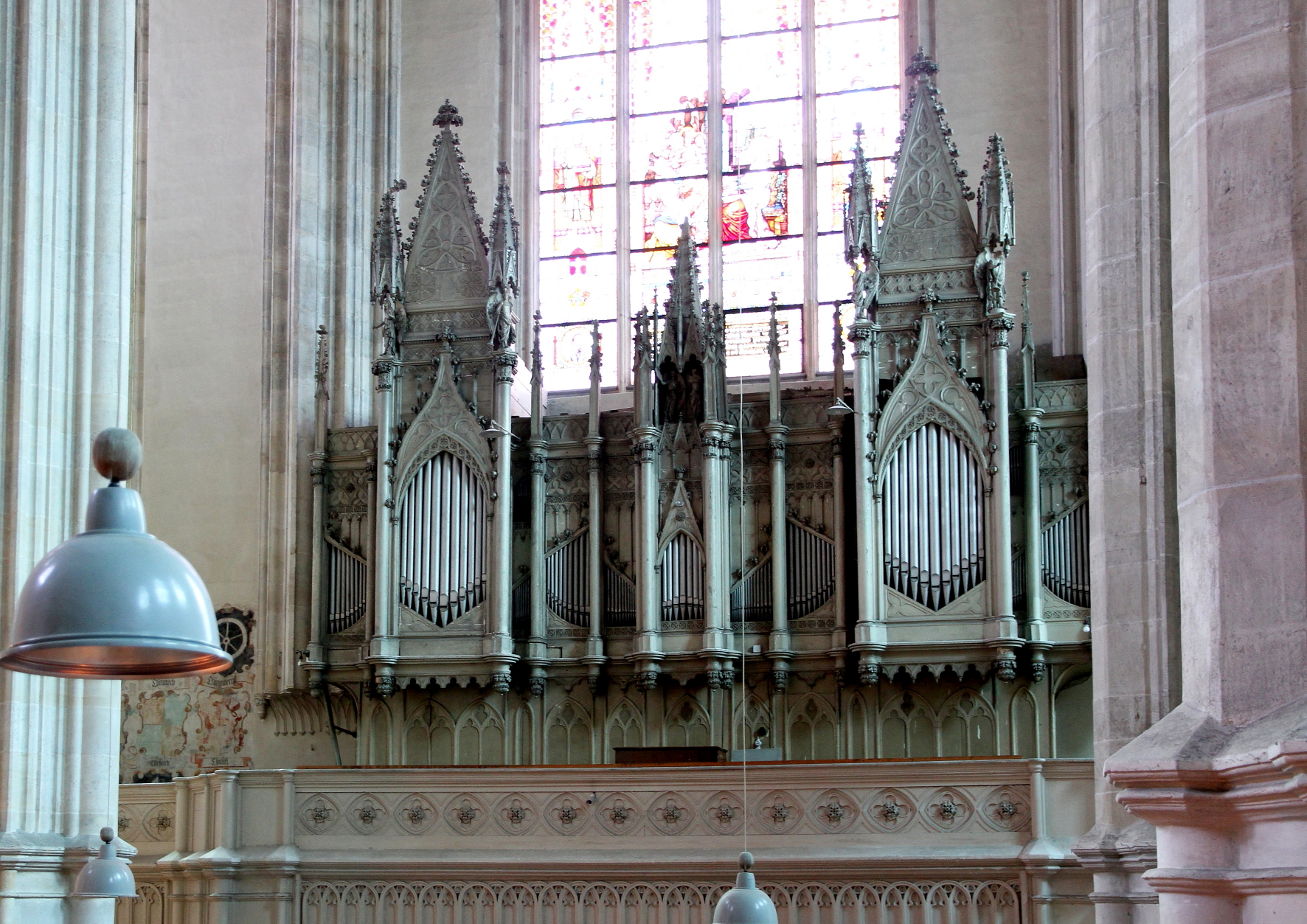
Ein Werk aus dem Jahr 1786 von Franz Xaver Christoph: Orgel mit 20 Register, verteilt auf zwei Manuale und Pedal, in der Wiener Minoritenkirche. Das neugotische Gehäuse fertigte der kaiserliche Hofarchitekt Johann Ferdinand Hetzendorf von Hohenberg.

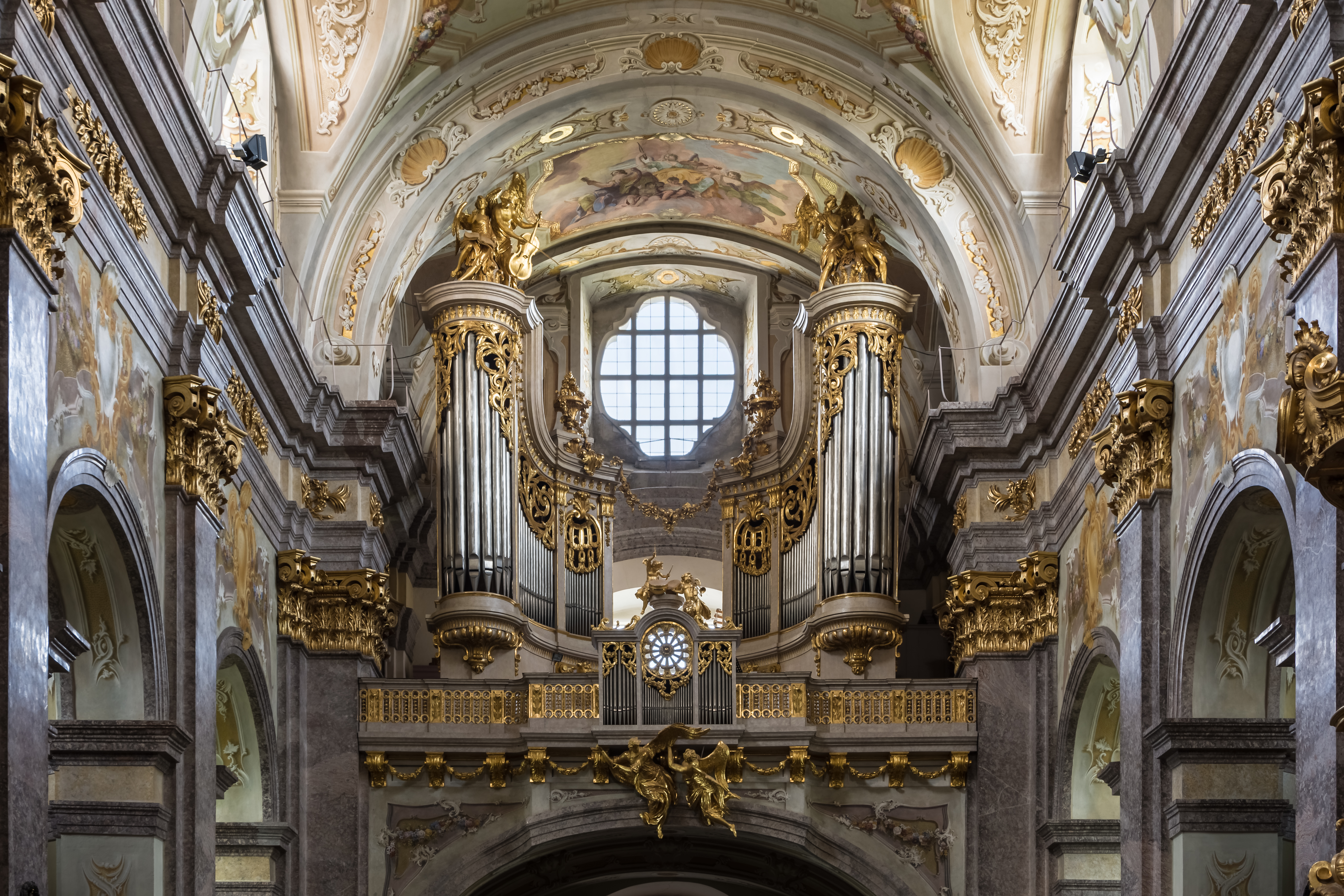
Orgel der Basilika Sonntagberg, erbaut 1774–1776.

Christoph legte 1776 den Bürgereid in Wien ab, im selbigen Jahr wurde eines seiner Hauptwerke, die 25-stimmige barocke Orgel der Wallfahrtskirche in Sonntagberg bei Ybbs, fertig, an der er zwei Jahre gebaut hatte.

## Werkliste
| Jahr | Ort         | Gebäude                              | Bild | Manuale | Register | Bemerkungen                                                                                         |
| ---- | ----------- | ------------------------------------ | ---- | ------- | -------- | --------------------------------------------------------------------------------------------------- |
| 1769 | Wien        | Pfarrkirche Oberlaa                  |      | I/P     | 9        | nicht erhalten, seit 1903 Orgel von Matthäus Mauracher                                              |
| 1770 | Gutenbrunn  | Pfarrkirche Gutenbrunn-Heiligenkreuz |      | II/P    | 15       | Gehäuse erhalten, Orgel aus 1926 Franz Capek                                                        |
| 1772 | Wien        | Waisenhauskirche                     |      | II/P    | 18       | W.A. Mozart schrieb für diese Kirche seine „Waisenhausmesse“, vermutlich die Messe in c-Moll KV 139 |
| 1776 | Sonntagberg | Basilika Sonntagberg                 |      | II/P    | 25       | |
| 1777 | Mödling     | Pfarrkirche Mödling-St. Othmar       |      | II/P    | 23       | nur Gehäuse erhalten                                                                                |
| 1786 | Wien        | Minoritenkirche (Wien)               |      | II/P    | 20       | |